# الحرب الإنجليزية الفارسية
اندلعت الحرب الإنجليزية الفارسية في الأول من شهر نوفمبر عام 1856 واستمرت حتى الرابع من شهر أبريل عام 1857، اشتبكت فيها جيوش بريطانيا العظمى وإيران أثناء حكم سلالة القاجار. خلال الحرب، عارضت بريطانيا مساعي إيران ومطالبتها بمدينة هراة. كانت هراة جزءًا من إيران خلال عهد سلالة القاجار عندما اندلعت الحرب، لكنها أعلنت استقلالها وبدأت فيها حركة تمرد بقيادة الأمير، ووضعت المدينة نفسها تحت الحماية البريطانيين في الهند، وتحالفت مع إمارة كابول (الإمارة التي نشأت منها دولة أفغانستان حاليًا). نُسقت الحملة البريطانية بنجاح تحت قيادة اللواء السير جيمس أوترام، واستطاعت تحقيق النصر على جبهتين: الساحل الجنوبي لإيران قرب بوشهر، وجنوب بلاد الرافدين. أدت الحرب إلى انسحاب الفرس من هراة وتوقيع اتفاقية جديدة تخلّت فيها إيران عن مطالبها بالمدينة، وانسحب البريطانيون وفقها من جنوب إيران.

## أصول تاريخية
في سياق اللعبة الكبرى –فترة من التنافس السياسي والدبلوماسي بين الإمبراطورية البريطانية والإمبراطورية الروسية، وهيمنتهما على وسط آسيا– سعى البريطانيون إلى مساعدة أفغانستان كي تبقى دولة مستقلة وصديقة لبريطانيا، وأن تبقى أفغانستان دويلة حاجزة أمام التوسع الروسي باتجاه الهند. عارض البريطانيون توسع هيمنة وتأثير الفرس في أفغانستان لاعتقادهم أن إيران خاضعة بشكل تام لهيمنة الروس. أدت هيمنة إيران على وسط آسيا إلى خلق ما عُرف بإيران الكبرى، وعلى الرغم من دراية البريطانيين بمجال تأثير إيران، لكنهم لم يعلنوا الحرب عليها. كان لإيران 12 مقاطعة أجنبية خاضعة لسلطتها. حاول الإيرانيون عام 1856 الاستيلاء على هراة، ونجحوا في ذلك في الخامس والعشرين من شهر أكتوبر، لكن محاولتهم تلك كانت اعتداءً صارخًا على الاتفاقية الإنجليزية الفارسية الموقعة سابقًا. استجاب الحاكم العام الإنجليزي على الهند بإعلان الحرب على إيران في الأول من شهر نوفمبر، وبناءً على أوامرٍ من لندن.
برزت حادثة أخرى منفصلة عن قضية هراة وسابقة لها، وتخص الأمير (الميرزا) هشام خان، والذي حاول السفير البريطاني أن يعيّنه في منصب الأمين العام (السكرتير) للبعثة البريطانية في طهران. اعترض الإيرانيون على ذلك، ونجم عن اعتراضهم نزاعٌ غذته الشائعات التي افترضت أن السفير البريطاني على علاقة غير شرعية مع زوجة الأمير، والتي كانت شقيقة زوجة الشاه. تصاعد النزاع بشدة عندما اعتقل الإيرانيون المرأة، وقطع السفير البريطاني علاقاته مع إيران عندما رفض الإيرانيون إطلاق سراحها. وهكذا، جاء تحرك القوات البريطانية الأولي ردًا على تلك الحادثة، لكن من غير المرجح أن يؤدي النزاع السابق إلى حرب مع الفرس، وربما اكتفت بريطانيا باحتلال جزيرة أو جزيرتين في الخليج العربي لو لم تظهر قضية هراة.

## العام 1856
كان أمام البريطانيين خيارٌ من اثنين، إما بدء حملة برية عبر أفغانستان، أو غزو الإمبراطورية الفارسية من الجنوب عبر الخليج العربي. كان الهدف واحدًا، الانتقام من الفرس وإجبار الشاه على التفاوض. قررت الحكومة البريطانية بدء الهجوم في منطقة بوشهر، وهو الميناء الرئيس لدخول الإمبراطورية الفارسية في تلك الفترة. طلبت الحكومة البريطانية من الحكومة في الهند إرسال قوة استكشافية بحرية. وإثر الحرب الإنجليزية الأفغانية الأولى ونتائجها الكارثية، تردد البريطانيون في إرسال المزيد من القوات عبر أفغانستان للاستيلاء على هراة مباشرة. بدلًا من ذلك، اختاروا الهجوم على إيران عبر ساحل الخليج العربي.

### معركة بوشهر
نزلت الفرقة الأولى من البعثة في أحياء مدينة بوشهر، الميناء الرئيس في إيران، في الخامس من شهر سبمتبر عام 1856. اكتسحت القوات البريطانية الحصن القديم في ريشهر، وبعد قصف مدفعية البحرية، تمكن البريطانيون من الاستيلاء على المدينة في العاشر من شهر ديسمبر، وبمساعدة سريتين من مجموعة مهندسي وعمال مناجم بومباي. بعد الاستيلاء على المدينة، تأخر البريطانيون في التحرك جراء انتظار وصول التعزيزات.
كشفت عمليات التجسس وجود نحو 4000 جندي إيراني في شيراز، وأن الفرقة الأولى ضعيفة جدًا وغير قادرة على التوغل في الأراضي الإيرانية بدون مساعدة القاعدة البحرية المسؤولة عن العمليات. أدى ذلك إلى تأسيس فرقة ثانية من الهند، والتي رست في إيران ووصلت إلى بوشهر بحلول أواخر شهر يناير، بينما سبقها أوترام في الوصول إلى بوشهر في العشرين من شهر يناير.

## عام 1857
عقب وصول التعزيزات، زحفت كتيبة من الجيش تحت قيادة اللواء السير جيمس أوترام نحو برازجان (في طريقها نحو شيراز)، فوجدوا أن الفرس أخلوا المدينة وهجروها دون قتال. استولى البريطانيون على الإمدادات في المدينة أو دمروها، ثم توقفوا في الخامس من شهر فبراير قرب قرية خوشاب حيث توجد مياه صالحة للشرب.

### معركة خوشاب
تقدم أوترام في اليومين السادس والسابع، لكنه لاحظ انسحاب العدو نحو الجبال ومناطق أخرى بعيدة. وبما أن الإنجليز لا يملكون مؤنًا كافية، قرر أوترام ألا يخاطر بالسعي وراء الإيرانيين نجو الجبال، وإنما فضّل التراجع نحو الآبار قرب خوشاب والتوقف قليلًا، ثم العودة إلى بوشهر. تشجع الفرس بعدما لاحظوا انسحاب قوات هافلوك، وقرروا احتلال موقعٍ يهيمنون فيه على معسكر أوترام، برفقة جيشهم المؤلف من 8,000 مقاتل، ويضعون الإنجليز في موقفٍ عسير. هاجم أوترام ذلك الموقع في السابع والثامن من شهر فبراير، وعرفت تلك المعركة بمعركة خوشاب، فتمكن أوترام من إلحاق هزيمة فادحة في صفوف الفرس خلال هذه المعركة التي أصبحت إحدى أضخم معارك الحرب، والتي توفي فيها من 70 إلى 200 مقاتلٍ إيراني.

استكمل الإنجليز زحفهم نحو بوشهر، لكن الظروف كانت تعيسة جدًا؛ شكلت الأمطار الغزيرة مستنقعات عميقة جدًا من الوحل والطين، لدرجة أنها كانت تسحب الأحذية من الأرجل. تجاوزت جيوش الإنجليز تلك المحنة الفظيعة، ووصلت أخيرًا إلى بوشهر في العاشر من شهر فبراير، وكتُب التالي عن تلك البعثة:
سار الجنود مسافة 46 ميلًا خلال 41 ساعة ليواجهوا العدو، ومشوا 20 ميلًا إضافيًا بعد المعركة في أكثر البلدان وعورة، وبعدما استراحوا لـ 6 ساعات، ساروا 24 ميلًا آخرًا ليصلوا إلى بوشهر –إي. دبليو. سي. ساندس في مؤلفه المهندسون العسكريون وعمال المناجم الهنود (1948).

### معركة المحمرة
أدار البريطانيون انتباههم نحو شمال الخليج العربي، فغزوا جنوب بلاد الرافدين عبر شط العرب وصولًا إلى المحمرة (أصبحت تدعى خرمشهر) في نقطة اتصالها مع نهر كارون. تألفت الكتيبة المخصصة لهذه الغارة من 1500 جندي بريطاني و2400 جندي هندي. أما المهندسون الذين التحقوا بالكتيبة، فكانوا من السرية الثانية، مهندسو وعمال مناجم بومباي (109 جندي تحت قيادة النقيب هايغ) والسرية بي، مهندسو وعمال مناجم مدراس (124 جنديًا تحت قيادة الرائد–الذي رُقي ترقية فخرية–بويلو). تأخرت عملية نقل القوات جراء حادثتي وفاة ضابطين بريطانيين من رتبة رفيعة عقب إنهائهما حياتهما، ما أدى إلى تغيير الأوامر والقادة، واضُطر أوترام إلى تسليم العميد جون جيكوب القيادة في بوشهر.